# Acordo de Lancaster House
O Acordo de Lancaster House refere-se a um acordo assinado em 21 de dezembro de 1979 em Lancaster House, após a conclusão de uma conferência constitucional onde diferentes intervenientes discutiram o futuro do Zimbábue-Rodésia, anteriormente conhecido como Rodésia. O acordo efetivamente concluiu a Guerra Civil da Rodésia. Também marcou a anulação da Declaração Unilateral de Independência da Rodésia, pois a autoridade colonial britânica seria restaurada por um período de transição, durante o qual eleições livres sob a supervisão do governo britânico ocorreriam. Crucialmente, a União Nacional Africana do Zimbábue (ZANU) e a União do Povo Africano do Zimbabwe (ZAPU), as alas políticas do Exército Africano de Libertação Nacional do Zimbábue (ZANLA) e do Exército Revolucionário do Povo do Zimbabué (ZIPRA) - que vinham travando uma insurgência crescente desde 1964 - seriam autorizadas a apresentar candidatos nas próximas eleições. Isso, no entanto, estava condicionado ao cumprimento do cessar-fogo e à ausência verificada de intimidação de eleitores.